# Wolf Gold
Pour les articles homonymes, voir Gold.
Wolf Gold (en hébreu : זאב גולד), est un homme politique israélien.

## Biographie
À 17 ans, il part étudier à Lida dans l'Empire russe dans une yechiva, il a le rabbin Yitzchak Yaacov Reines comme professeur.
À 18 ans il part pour les États-Unis et sert comme rabbin à Chicago jusqu'en 1912, puis à Brooklyn de 1912 à 1919, et à San Francisco de 1920 à 1924 et à Brooklyn de 1928 à 1935.
En 1912, il devient membre du mouvement sioniste religieux Mizrahi, il en devient le président en 1932. 
En 1935, il s'installe en Palestine mandataire et travaille au département de l'éducation de la Torah et de la  Culture. En 1943, il retourne aux États-Unis et participe à la Marche des rabbins à Washington.
En 1948, il fut parmi les signataires de la Déclaration d'indépendance de l'État d'Israël.
Il est membre du comité de fondation de l'université Bar-Ilan. 
Il décède en 1956 à Jérusalem et est enterré au cimetière de Sanhédriah.